# Flashpoint (음반)
《Flashpoint》는 영국의 록 밴드 롤링 스톤스의 라이브 음반이다. 1989년과 1990년에 Steel Wheels/Urban Jungle Tour에 녹음되어 1991년에 발매되었다. 이 음반은 1982년 《Still Life》 이후 이 그룹의 첫 번째 라이브 음반이었다. 이 음반은 바이노럴 레코딩을 사용하여 녹음되었고, 콘서트 관객이 홈 청취자 뒤에 있다는 효과를 준다. 관중들의 응원 트랙은 롤링 스톤스의 1970년 라이브 음반 《Get Yer Ya-Ya's Out!》에서 따왔고, 관객들은 "Paint It, Black, Paint It, Black, you devil"라고 소리치며 노래를 불렀다. 이 음반에 수록된 두 개의 스튜디오 트랙은 베이시스트와 오랜 멤버 빌 와이먼이 롤링 스톤스로 마지막으로 연주한 곡이다.

## 역사
북미, 유럽, 일본 전역에서 녹음된 《Flashpoint》는 1990년대 최초의 롤링 스톤스 발매작이기도 하며, 이전의 라이브 세트와 달리 〈Highwire〉와 〈Sex Drive〉라는 두 개의 새로운 스튜디오 트랙을 포함하고 있다. 전자는 1991년 초에 싱글로 발매되었고 걸프 전쟁에 대한 논평이었다.
비록 라이브 곡들은 대부분 《Steel Wheels》의 새로운 곡들과 혼합된 친숙한 히트곡들이지만, 《Flashpoint》는 1968년 《Beggars Banquet》의 〈Factory Girl〉과 1964년 영국 최고의 히트 싱글곡인 〈Little Red Rooster〉와 같은 덜 알려진 곡들도 포함하고 있는데, 이 곡들은 이 곳에서 특별 게스트 에릭 클랩튼과 함께 기타로 연주되었다.

### 빌 와이먼의 출발
《Flashpoint》가 소니 뮤직과의 계약 하에 롤링 스톤스의 최종 발매였기 때문에, 밴드는 빌 와이먼을 제외하고 1991년에 버진 레코드와 새로운 수익성 있는 장기 계약을 체결했다. 이 밴드에서 30년을 보낸 후에, 55세의 와이먼은 자신이 추구하고 싶은 다른 관심사를 가지고 있다고 결심했고, 최근에 완성된 《Steel Wheels》 프로젝트와 투어의 규모를 고려하면, 그 당시 은퇴하는 것이 적절하다고 느꼈다. 비록 그가 1993년 1월까지 공식적으로 그의 탈퇴를 발표하지는 않겠지만, 나머지 밴드는 그에게 적어도 10년 동안 밴드를 탈퇴하는 것에 대해 이야기했던 것을 재고해 달라고 반복적으로 요청했었다. 떠난 후 로니 우드는 마침내 월급을 떼게 되었고, 밴드에 합류한 지 18년 만에 롤링 스톤스 파트너십의 정식 멤버가 되었다.

## 발매
| 평가 점수                     | 평가 점수 |
| 출처                          | 점수      |
| ----------------------------- | --------- |
| AllMusic                      | [ 1 ]     |
| Entertainment Weekly          | F         |
| Los Angeles Times             | [ 3 ]     |
| MusicHound                    | 1/5       |
| Rolling Stone                 | [ 5 ]     |
| The Rolling Stone Album Guide | [ 6 ]     |

《Flashpoint》는 1991년 4월에 발매되었으며, 〈Highwire〉가 록 라디오 히트를 기록하는 등 일반적으로 호평을 받았으며, 영국에서는 6위, 미국에서는 16위에 그쳐 골드 인증을 받았다.
1998년에 《Flashpoint》는 버진 레코드에 의해 다시 포맷되어 재발행되었고, 2010년에는 유니버설 뮤직 그룹에 의해 다시 발매되었다.

## 곡 목록
모든 곡들은 특별한 언급이 없는 한 믹 재거와 키스 리처즈에 의해 작사/작곡하였다.
| #   | 제목                                   | 재생 시간 |
| --- | -------------------------------------- | --------- |
| 1.  | 〈(Intro) Continental Drift〉          | 0:26      |
| 2.  | 〈Start Me Up〉                        | 3:54      |
| 3.  | 〈Sad Sad Sad〉                        | 3:33      |
| 4.  | 〈Miss You〉                           | 5:55      |
| 5.  | 〈Rock and a Hard Place〉              | 4:52      |
| 6.  | 〈Ruby Tuesday〉                       | 3:33      |
| 7.  | 〈You Can't Always Get What You Want〉 | 7:26      |
| 8.  | 〈Factory Girl〉                       | 2:47      |
| 9.  | 〈Can't Be Seen〉                      | 4:17      |
| 10. | 〈Little Red Rooster (윌리 딕슨)〉     | 5:15      |
| 11. | 〈Paint It Black〉                     | 4:02      |
| 12. | 〈Sympathy for the Devil〉             | 5:35      |
| 13. | 〈Brown Sugar〉                        | 4:06      |
| 14. | 〈Jumpin' Jack Flash〉                 | 5:00      |
| 15. | 〈(I Can't Get No) Satisfaction〉      | 6:09      |
| 16. | 〈Highwire〉                           | 4:44      |
| 17. | 〈Sex Drive〉                          | 5:07      |

## 인증
| 국가                                                  | 인증     | 판매량/출하량 |
| ----------------------------------------------------- | -------- | ------------- |
| 오스트리아 (IFPI 오스트리아)                          | 골드     | 25,000*       |
| 캐나다 (뮤직 캐나다)                                  | 골드     | 50,000^       |
| 독일 (BVMI)                                           | 골드     | 250,000^      |
| 네덜란드 (NVPI)                                       | 플래티넘 | 100,000^      |
| 뉴질랜드 (RMNZ)                                       | 골드     | 7,500^        |
| 스위스 (IFPI 스위스)                                  | 골드     | 25,000^       |
| 영국 (BPI)                                            | 골드     | 100,000^      |
| 미국 (RIAA)                                           | 골드     | 500,000^      |
| *판매량을 기반으로 한 인증 ^출하량을 기반으로 한 인증 |          |               |